# والتر خومالو
والتر خومالو (بالإنجليزية: Walter Khumalo)‏ (2 سبتمبر 1972 في جنوب أفريقيا - ) هو لاعب كرة قدم جنوب أفريقي في مركز حراسة المرمى. لعب مع نادي بلاك ليوباردز ونادي مبومالانجا بلاك أسأت وFree State Stars F.C. ‏ ونادي جومو كوزموز ونادي أمازولو وVaal Professionals F.C. ‏ ونادي بلومفونتين سيلتيك.

## وصلات خارجية
- والتر خومالو على موقع قاعدة بيانات كرة القدم.إي يو (الإنجليزية)